# Schizachyrium delicatum
Schizachyrium delicatum är en gräsart som beskrevs av Otto Stapf. Schizachyrium delicatum ingår i släktet Schizachyrium och familjen gräs. Inga underarter finns listade i Catalogue of Life.